# Waterford (Ohio)

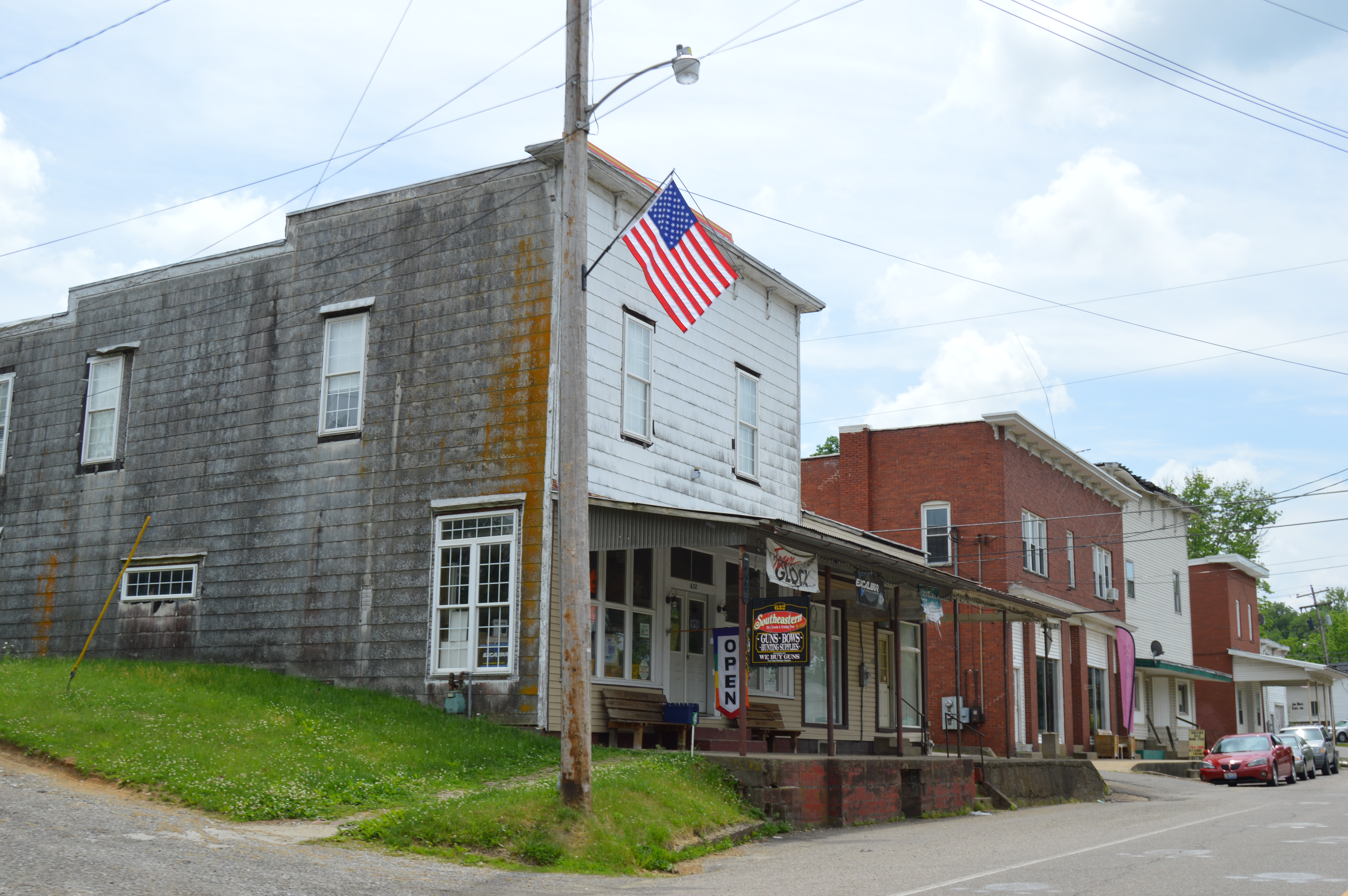
Waterford commercial district

Waterford es un lugar designado por el censo ubicado en el condado de Washington en el estado estadounidense de Ohio. En el Censo de 2010 tenía una población de 450 habitantes y una densidad poblacional de 332,85 personas por km².

## Geografía
Waterford se encuentra ubicado en las coordenadas 39°32′19″N 81°38′39″O / 39.53861, -81.64417. Según la Oficina del Censo de los Estados Unidos, Waterford tiene una superficie total de 1.35 km², de la cual 1.22 km² corresponden a tierra firme y (9.77%) 0.13 km² es agua.

## Demografía
Según el censo de 2010, había 450 personas residiendo en Waterford. La densidad de población era de 332,85 hab./km². De los 450 habitantes, Waterford estaba compuesto por el 98.67% blancos, el 0% eran afroamericanos, el 0.22% eran amerindios, el 0% eran asiáticos, el 0% eran isleños del Pacífico, el 0% eran de otras razas y el 1.11% pertenecían a dos o más razas. Del total de la población el 0.44% eran hispanos o latinos de cualquier raza.